# 中沢又五郎
中沢 又五郎（なかさわ またごろう、生没年不詳）は、安土桃山時代の武将。丹波国笑路城主。長沢 又五郎（ながさわ またごろう）とも呼ばれる。

## 略歴
又五郎は丹波国桑田郡別院（京都府亀岡市）の国衆で、笑路城の城主とみられる。
中沢氏（長沢氏）は、13世紀後半より丹波国大山荘（兵庫県丹波篠山市）でその活動が見える。弘安元年（1278年）に中沢基員が大山荘の地頭を務めており、康暦2年（1380年）に「地頭中沢田中入道」が領家方の田地を押領している。東寺の僧はこの人物を「地頭長沢」と記しており、また『太平記』や『明徳記』にも丹波の国人として「長沢」の名があるため、「中沢」を自称しつつも「長沢」に近い発音だった可能性が考えられる。明徳元年（1390年）には中沢氏の傍流とみられる中沢信明の名が見え、笑路城の中沢氏はこの信明が祖ともいわれる。
天正3年（1575年）から天正7年（1579年）にかけて織田信長の部将の明智光秀が丹波攻めを行っているが、小畠氏や川勝氏、並河氏など、丹波のうち京都に近い桑田郡・船井郡の国衆たちは、天正3年（1575年）の時点で信長に服属していたとみられる。天正5年（1577年）または天正6年（1578年）の1月、又五郎は船井郡の小畠永明らと共に、築城中の亀山城（亀岡市）での堀の普請に5日間当たるよう明智光秀から命じられ、本願寺監視の当番を交代するため又五郎らが森河内（大阪府東大阪市）に赴く予定だったのをその分延引する旨を伝えられている。また同じ頃の7月4日付書状で、又五郎は野々口西蔵坊・小畠永明と共に、大堰川左岸の河原尻村から大堰川端へ材木を運ぶよう命じられている。なお、前者の書状の宛名で又五郎は「長又五」（長沢又五郎）と書かれ、後者の書状では「中沢又五郎殿」と記されている。
慶長19年（1614年）6月28日付の『長沢重綱 伜又太郎へ遺書』（または『長沢家由緒書抜』）では、当時の笑路城主は中沢山城守家綱とされる。天正10年（1582年）、家綱は本能寺の変に従軍し、山崎の戦いの際に一族郎党と共に討死したという。病のために参陣しなかった家綱の嫡男・筑前守季綱は、神地村（亀岡市）に蟄居して「長沢又五郎」へと名を改め、寺田又右衛門の仲介で羽柴秀吉に許された後、「長沢采女」に改名した。季綱の嫡男の与三忠綱は羽柴秀頼に仕え、慶長5年（1600年）の大垣城の戦いで戦死し、季綱の次男である七右衛門重綱本人は亀山城主の前田玄以に仕えた後に浪人したとしている。
重綱はこの後、大坂の陣で大坂方として戦い、慶長20年（1615年）5月に討死した。寛永2年（1625年）、長沢氏は旗本の前田氏に仕官する。長沢氏は、別院のうちの牧村（大阪府豊能町）に在地して地方（じかた）の取締役などを務め、幕末まで続いた。